# Adam Robak
Adam Robak (n. 16 iulie 1957, Varșovia, Polonia) este un scrimer polonez, medaliat olimpic. A participat la o ediție a Jocurilor Olimpice (1980) în care a câștigat o medalie de bronz.

## Participări
Lista de mai jos prezintă principalele competiții la care a participat Adam Robak de-a lungul carierei.
- fencing at the 1980 Summer Olympics – men's team foil[*]